# Archie (moteur de recherche)
Pour les articles homonymes, voir Archie.

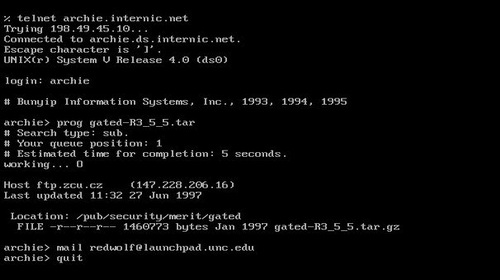
Copie d'écran du service Archie.

Archie est un outil indexant le contenu proposé par les différents sites FTP, et qui permet de retrouver rapidement un fichier donné. Il est considéré comme étant le premier moteur de recherche Internet. Il fut initialement développé en 1990 par Alan Emtage et J. Peter Deutsch, puis par les étudiants de troisième cycle de l'Université McGill à Montréal, ainsi que par Bill Heelan, qui étudiait à l'Université Concordia, tout en travaillant simultanément à l'Université McGill.

## Histoire et nom
Le service Archie a débuté en 1987 en tant que projet étudiant au département informatique de l'Université McGill, quand on demanda à Deutsch, Emtage et Heelan de relier le département au réseau Internet. Les premières versions d'Archie, écrites par Alan Emtage, contactaient simplement une liste de sites FTP à intervalle régulier (approximativement une fois par mois, dans le but de ne pas trop consommer les ressources des serveurs distants) pour obtenir le listing des fichiers proposés. Le résultat était archivé localement, et la recherche s'effectuait à l'aide de la commande Unix grep.
Bill Heelan et Peter Deutsch développèrent un script qui permettait aux gens de se connecter, à l'aide du protocole Telnet, au serveur « archie.mcgill.ca » [132.206.2.3] pour pouvoir lancer leurs propres recherches. Par la suite, des logiciels utilisateur et un serveur plus efficace permirent de passer d'un service local à un outil populaire largement déployé sur le réseau et accessible depuis de nombreux sites sur Internet. Les données récupérées étaient échangées entre les serveurs Archie de proximité. Ces derniers étaient accessibles de plusieurs façons : en passant par un logiciel dédié (tel qu'archie ou xarchie), en communiquant directement avec le serveur par telnet, en envoyant des requêtes par courrier électronique ou, plus tard, en passant par une interface Web. À son apogée, le moteur de recherche Archie représentait 50 % du trafic Internet de Montréal.
En 1992, Alan Emtage et Peter Deutsch fondèrent, avec le soutien financier de l'Université McGill, Bunyip Information Systems, la toute première entreprise spécialisée dans la fourniture de services Internet, basée sur une version propriétaire et commerciale du moteur de recherche Archie, et qui fut utilisée par des millions de personnes à travers le monde.
Le nom Archie est dérivé du mot « archive ». Alan Emtage a déclaré que, contrairement à une croyance populaire, le choix du nom n'avait aucun rapport avec l'éditeur Archie Comics.
Un serveur Archie est toujours maintenu, à des fins historiques, par le Centre Interdisciplinaire de Modélisation Mathématique et Informatique de l'Université de Varsovie.